# Abington (Cambridgeshire)
Abington – dwie wsie (Great Abington i Little Abington) w Anglii, w hrabstwie Cambridgeshire, w dystrykcie South Cambridgeshire. Leży 13 km na południowy wschód od miasta Cambridge i 72 km na północ od Londynu. W 2001 miejscowość liczyła 1383 mieszkańców.